# Viktor Lisițki
Viktor Lisițki (n. 18 octombrie 1939, Magnitogorsk, RSFS Rusă, URSS – d. 13 iunie 2023, Moscova, Rusia) a fost un gimnast ce a reprezentat Uniunea Republicilor Sovietice Socialiste, medaliat olimpic. A participat la 2 ediții ale Jocurilor Olimpice (1964, 1968) în care a câștigat 3 medalii de argint.